# Timočanka
Timočanka o también Švestka Timočanka es una variedad cultivar de ciruelo (Prunus domestica), de las denominadas ciruelas europeas.
Una variedad de ciruela que se creó en 1964 en el "Instituto de Fruticultura de Čačak", en Yugoslavia (hoy Serbia).
Las frutas tienen un tamaño de grande a muy grande, de forma oblongo alargada, con la piel color azul intenso recubierta de una abundante capa de pruina, y pulpa de un color amarillo claro a ámbar, textura medianamente firme, jugoso, y sabor excelente.

## Sinonimia
- "Čačanská Timočanka",
- "Švestka Timočanka".

## Historia
'Timočanka' variedad de ciruela que se creó en 1964 en el "Instituto de Fruticultura de Čačak", Yugoslavia (hoy Serbia), mediante el cruce de 'Stanley' como "Parental Madre" x el polen de 'California Blue' como "Parental Padre". Fue creada por el equipo formado por el Dr. Dobrivoje Ogašanović, Dr. Vlajisav Papić, MSc. Radunka Plazinić y Dr. Milojko Ranković.
A 'Timočanka' se la reconoció como nueva variedad nombrándola y entró en los circuitos comerciales en 2004. La variedad se utiliza ampliamente en la fruticultura comercial.
'Timočanka' Se usa comercialmente porque tiene un buen rendimiento y los frutos son fáciles de transportar, también es tolerante a la sharka (una infestación viral que conduce a la muerte de toda la planta).

## Características
'Timočanka' es un árbol muy vigoroso, siendo su copa muy extendida con ramas altas y de gran porte. No se quiebra bajo el peso de la cosecha. Produce frutos en espolones y ramas de un año. La hoja es grande, ovalada, de color verde oscuro, brillante, con nervadura pronunciada. La flor es grande, blanca, con elementos florales bien desarrollados. Es parcialmente autofértil. Florece aproximadamente con 'Stanley'. Excelente productora incluso en años con heladas tardías. Es algo más susceptible al agente causal de la podredumbre del fruto (Monilinia laxa Aderh et Ruhl.) en algunos años. Tolerante al virus de la viruela del ciruelo.
'Timočanka' tiene una talla de tamaño grande con tendencia a muy grande según la densidad de frutos, de forma ovalado, simétrico de apariencia atractiva, con un peso promedio de 50 a 70gr; epidermis tiene una piel moderadamente gruesa, firme, de color azul intenso cuando está completamente maduro, con una abundante capa de pruina, en algunos años se recubre de herrumbre, con línea de sutura ligeramente pronunciada; pedúnculo de longitud corto, grueso, leñoso; pulpa de color amarillo claro a ámbar, textura medianamente firme, jugoso, y sabor excelente. El contenido de sólidos solubles varía entre 14,4 y 18,7 % de sólidos solubles.
Hueso semi adherido grande, con la superficie rugosa.
Su tiempo de maduración varía según la región y las condiciones climáticas, madura normalmente entre 3 y 4 semanas antes que 'Stanley'. Excelente tanto para envío como para almacenamiento. Tienen un fácil transporte. Las frutas son aptas para el consumo y procesamiento en fresco.

## Usos
La temporada de maduración es media. Variedad de postre de primera calidad con frutos grandes de color azul intenso y abundante floración. Durante ciertos años, los frutos adquieren una capa oxidada que reduce su valor de mercado.

## Cultivo
Variedad cultivada principalmente en Serbia y Alemania. Una variedad de calidad superior.